# تاریخ نوین شرکت بوئینگ

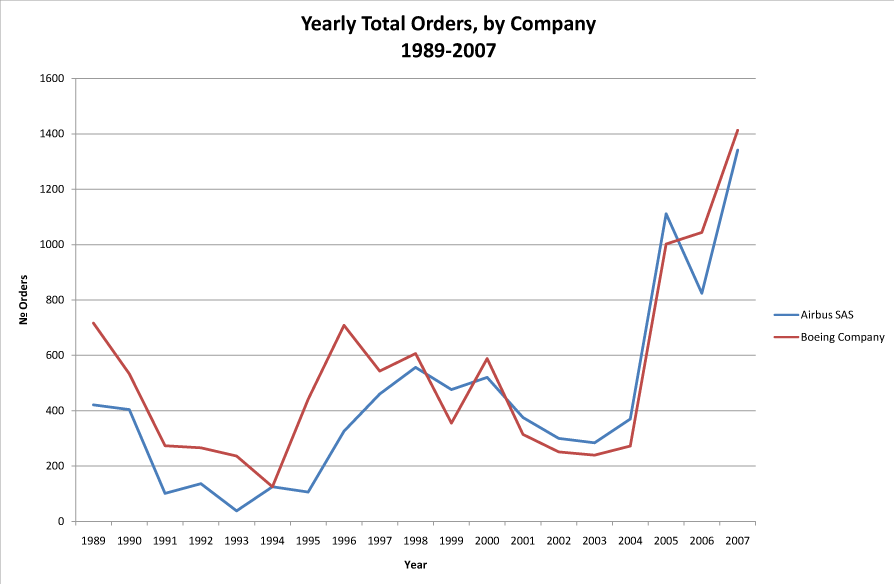
مقایسه بوئینگ و ایرباس در بازار فروش

در تاریخ شرکت بوئینگ، بعد از چندین دهه موفقیت‌های بسیار، بوئینگ بازار اروپا را به ایرباس واگذار کرد و در نتیجه رهبری بازار جهانی را در سال ۲۰۰۳ از دست داد. پروژه‌های چندگانه بوئینگ لغو و انصراف داده شدند. هواپیمای مافوق صوت بوئینگ در میان این پروژه‌ها بود. پروژه هواپیمای مافوق صوت بوئینگ در سال ۲۰۰۱ همراه با برنامه آگهی جدید برای تحرک بخشیدن به پروژه " حد جلوداران و نمایش تصویر آن اجرا و انجام شد. شرکت بوئینگ حالا برنامه بوئینگ ۷۸۷ را در سکوی احیای نوین کلی اجرا کرده که موفقیت و سود زیادی در پروژه در فروش بزرگ به هزینه ایرباس مطابق سفارش‌های رقابت کنندگان داشته‌است.
در دهم اکتبر سال ۲۰۰۱ با توجه به رقابت شدید برای کنترات JSF، شرکت بوئینگ موقعیت خود را به رقبای خود لاکهید مارتین در یک معامله چندین بیلیون دلاری باخت. هواپیمای بوئینگ x-۳۲ بود که در برابر جنگنده حرفه‌ای F-۳۵ رد شد. هواپیمای x-۳۲ برای طراحی و توسعه دوباره بعد از پیدا شدن ایراداتی چند در نوع اولیه فرستاده شده‌است.
در اوایل ماه مه سال ۲۰۰۴ بوئینگ هواپیمای ۷۱۷ را معرفی کرد که آخرین هواپیمای طراحی شده توسط مک دونل داگلاس بود که تولید آن در سال ۲۰۰۶ قطع شد، و هواپیمای C-۱۷ حمل ونقل نظامی به عنوان آخرین هواپیمای طراحی شده توسط مک دونل داگلاس هنوز در خط تولید باقی‌ماند.
در ماه مه سال ۲۰۰۵، شرکت بوئینگ تصمیم خود را بر تشکیل شرکت جدیدی United Launch Alliance را با رقیب خود لاکهید مارتین اعلام داشت. شرکت جدید نماینده انحصاری تولیدکننده پرتاب راکتهای جدید برای دولت ایالات متحده آمریکا است. این تشکل چندگانه انتظار می‌رود که مقررات جدید و جدی خود را تا پایان سال ۲۰۰۵ تأیید و تکمیل کند.
در یکم ماه مه سال ۲۰۰۶ شرکت بوئینگ اعلام داشت به توافق‌نامه ادغام تعریف شده‌ای رابرای خرید شرکت دالاس، براساس Tx Aviall, Inc . به مبلغ ۱٫۷ بیلیون دلار را منعقد کرده و ۳۵۰ میلیون دلار بقیه به صورت بدهی و قسطی پرداخت خواهد شد. شرکت Availl و شعبه‌های آن، سرویس هایAvaillو ILS به‌طور کامل و تمام به مالکیت سرویس‌های هوایی تجاری بوئینگ(BCAS) درآمد. رئیس شرکت Availl آقای پاول. ای. فالچینو به مدیر کل/معاون، و رئیس ائو مانکینی گزارش داد. اتحادیه اروپایی این ادغام را قبول کرد و انتظار می‌رود که این شرکت در اواخر سپتامبر سال ۲۰۰۶ بسته شود.

## رهبری غیراصولی
در ماه مه سال ۲۰۰۳ نیروی هوای ایالات متحده آمریکا اعلام داشت که ۱۰۰ هواپیمای تانکر KC-۷۶۷ را به منظور جایگزینی ۱۳۶ فروند از تانکرهای قدیمی خود KC-۱۳۵ را اجاره خواهد کرد. مدت ۱۰ سال اجاره به USAF امکان خرید این هواپیماها را در انتهای مدت کنترات می‌داد. در سپتامبر سال ۲۰۰۳، در پاسخ به انتقادات گفته شد که اجاره کردن تانکرها از خرید مستقیم آن‌ها پرهزینه بوده و DOD اعلام داشت که یک قرارداد تجدید نظر شده برای اجاره ۷۴ هواپیمای تانکر و خرید ۲۶ هواپیما را مد نظر دارد.
در دسامبر سال ۲۰۰۳ پنتاگون اعلام داشت که پروژه در پی اعلام خرابی توسط یکی از کارمندان رسمی در هواپیماها لغو و متوقف شده، Darleen Druyun (کسی که در ماه ژانویه به شرکت بوئینگ منتقل شد) در مورد آن تحقیق کرده بود. نتیجه این واقعه استخدام مجدد افسر اجرایی واحد| رئیس، فیلیپ. ام. کوندیت و خاتمه خدمت افسر مالی واحد رئیس میکائیل. ام. سیرس شد. هری استونسفر رئیس سابق مک دونل داگلاس و معاونت بوئینگ کوندیت را جایگزین کرد.
Druyun بخاطر شناور کردن قیمت کنترات به نفع کارفرمای آتی خود و دادن اطلاعات به شرکت رقیب Airbus A۳۳۰ MRTT در سفارش (از ای‌ای‌دی‌اس) گناهکار شناخته و محکوم شد. در اکتبر سال ۲۰۰۴ به جرم فساد به ۹ ماه زندان و جریمه نقدی ۵۰۰۰۰ دلار و از دست دادن سه سال خدمت و ۱۵۰ ساعت از سرویس‌های شرکت محکوم شد.
در ماه مارس سال ۲۰۰۵ هیئت مدیره بوئینگ به رئیس و مدیر هری استونسفر فشار آورد که از کار خود کناره‌گیری کند شرکت بوئینگ اظهار داشت که یک تحقیق داخلی دربارهٔ روابط نامشروعی فاش شده که بین استونسفر و مدیر اجرایی خانم او ست که «یک عمل غیرقابل قبول در کد رهبری شرکت بوئینگ» است و او را از رهبری این شرکت عزل خواهد کرد. James A. Bell به عنوان مسئول موقت حسابداری بوئینگ خدمت کرده (بعلاوه وظایفی که در شرکت بوئینگ به عهده داشته)

## جاسوس‌های صنعتی
در ماه ژوئن سال ۲۰۰۳ لاکهید مارتین اظهار داشت که شرکت بوئینگ برای برنده شدن در رقابت اجرای وسیله قابل باز شدن ،EELV به کارها و صنعت جاسوسی متوسط شده‌است. لاکهید اظهار داشت کارمند سابق شعبه کنت، که برای مک دونل داگلاس و بوئینگ کار می‌کرد، ۲۵۰۰۰ مدرک و اطلاعات مخصوص را به کارفرمای جدید خود داده‌است. لاکهید اظهار داشت که این مدارک بوئینگ را قادر ساخته‌است که ۲۱ پروژه از ۲۸ پروژه مورد مناقصه رابرای پرتاب ماهواره‌های نظامی برنده شود.
در ماه ژوئیه سال ۲۰۰۳ شرکت بوئینگ توسط پنتاگون با حذف ۱ بیلیون دلار از کنتراتها از این شرکت و دادن آن‌ها به لاکهید جریمه شد. بعلاوه، شرکت بوئینگ از سفارش دادن برای برای کنترات‌های راکتها برای مدت ۲۰ ماه متوالی تا آخر ماه مارس سال ۲۰۰۵ قدغن شد.
در اوایل سپتامبر سال ۲۰۰۵ گزارش شد که شرکت بوئینگ در حال انجام برنامه‌ای با اداره دادگستری ایالات متحده آمریکا است که در طی آن مبلغ ۵۰۰ میلیون دلار رشوه برای جبران و مخفی کردن این مسئله و رسوایی دارلین درویون می‌باشد.

## بحث و مشاجرات مالی با ایرباس
در اکتبر سال ۲۰۰۴، شرکت بوئینگ یک شکایتی را در سازمان تجارت جهانی ابراز داشت که ادعا می‌کرد شرکت ایرباس توافق نامه‌های دوجانبه‌ای در سال ۱۹۹۲ هنگامی که آن آنچه را که شرکت بوئینگ «غیرعادلانه» می‌خواند در مورد کمک‌های مالی چندین دولت اروپایی سوء استفاده داشته‌است. ایرباس پاسخ آن را با ابراز شکایت دیگری که اعلام می‌داشت که بوئینگ در مورد کمک‌های مالی هنگام دریافت کاهش‌های مالیاتی از دولت ایالات متحده آمریکا سوء استفاده کرده‌است. بعلاوه، اتحادیه اروپا شکایت کرد که سرمایه‌گذاری‌های مالی از طرف خطوط هوایی ژاپنی با سوء استفاده انجام گرفته‌است.
در ۱۱ ماه ژانویه سال ۲۰۰۵ دو طرف مشاجره (بوئینگ و ایرباس) برای یافتن راه حلی دربارهٔ مشاجرات و اختلافات خود خارج از WTO به توافق رسیده‌اند.
اما با وجود این، در ماه ژوئن سال ۲۰۰۵، بوئینگ ودولت ایالات متحده آمریکا مسئله اختلاف و مشاجره را دوباره به WTO ارجاع کردند، و ابراز داشتند که ایرباس کمک‌های مالی غیرقانونی از دولتهای اروپایی دریافت کرده‌است. ایرباس هم علیه بوئینگ شکایت کرد و پرونده را دوباره به اجرا گذاشت و همچنین بوئینگ را متهم کرد که کمک‌های مالی غیرقانونی از دولت ایالات متحده آمریکا دریافت کرده‌است.

## توسعه‌های محصولات

Airbus-Boeing competition: Plane net orders 2002-2005

بالاخره، بوئینگ بعد از چندین موفقیت متوالی، شروع و تکمیل دوباره ۷۸۷ را برای واگذاری به خطوط هوایی نیپون و خطوط هوایی نیو زلند کرد در حال حاضر، صورت سفارش‌های هواپیمای ۷۸۷ شامل بیشتر از ۶۰۰ هواپیما می‌باشد.
بوئینگ همچنین کنترات پرتاب از ریایی ایالات متحده آمریکا برای هواپیمای دریایی چندین منظوره، هواپیمای جنگی ضد زیر دریایی دریافت کرد. چندین سفارش برای بوئینگ و دگتیل و هواپیماهای AEW&C با کارایی و قابلیت فوق‌العاده از جمله آن‌ها بودند، دریافت کرد.
در نوامبر سال ۲۰۰۴، بوئینگ اعلام داشت که یک نوع هواپیمای باربری از نوع مدل عمومی ۷۷۷، براساس مدل ۷۷۷–۲۰۰LR تولید خواهد کرد. شرکت بوئینگ این هواپیمای حمل و نقل بوئینگ ۷۷۷ را در ماه مه سال ۲۰۰۵ با یک سفارش از فرانسه تولید و آزمایش کرد. مشتریان دیگر که بیشتر به خرید محصولات بوئینگ علاقه‌مند هستند شامل لوفت هانزا، خطوط هوایی EVA, ILFC , GECAS، هواپیمایی کانادا و هواپیمایی امارات متحده عربی می‌باشند.
بوئینگ سفارش‌های پروژه‌های منوط به هواپیمای رؤیایی ۷۸۷ را با موفقیت تکمیل کرد که فروش بیشتری از محصول رقیب ایرباس از طرف خطوط هوایی امارات بود که رئیس خطوط هوایی تیم کلارک اذعان داشت که خطوط هوایی او باید ۲۵۰ تا ۲۹۰ صندلی داشته باشد. در هواپیمایA۳۵۰ «موارد از نظر افتاده» را که در قابلیت و واگذاری ایرباس مهم بودند، تکرار نشده بودند. کشور امارات سفارش هواپیماها را به خاطر متقاعد ساختن بوئینگ برای ساختن نوع بزرگ‌تری از ۷۸۷، یعنی هواپیمای ۷۸۷–۱۰ که هواپیمایی با ویژگی‌هایی مورد نظر شرکت هوایی بود، به حالت تعلیق درآورد. همچنین شرکت هواپیمایی کانادا به ایرباس هجوم آورد که معامله تمامی هواپیماهای A۳۳۰ و A۳۴۰ را با ۹۶ هواپیمای بوئینگ ۷۷۷ و ۷۸۷ عوض کند.
درنوامبر سال ۲۰۰۵ بوئینگ به‌طور رسمی اذعان داشت که نوع بزرگ‌تری از ۷۴۷، ۷۴۷–۸ در دو مدل، تجاری با یک مدل برای حمل محمولات با سفارش‌های شرکت برای هواپیما تولید خواهد کرد. مدل دومی، کمی از نوع مدل حمل و نقل محمولات کوتاهتر بود ولی هنوز درازتر از ۷۴۷–۴۰۰، طراحی شده به صورت قاره پیما برای مسافران خطوط هوایی که بوئینگ منتظر بود در آینده نزدیک سفارش آن‌ها انجام شود، تولید خواهد کرد. هردو مدل ۷۴۷–۸ مشخصات بدنه یکپارچه، جدید، موتور و بال‌های پیشرفته را داشتند و در آن‌ها از تکنولوژی‌های توسعه یافته برای هواپیمای ۷۸۷ استفاده شده بود.
هواپیمای جدید بوئینگ که موفقیت خیلی زیادی بر طبق سفارش‌های اخیر بدست آورده، هواپیمای ۷۳۷ است که برای آن، شرکت در کل برای ۳۸۷ واحد از آن در سال ۲۰۰۵ برطبق گزارش‌های ۷ ماه اوت سفارش دریافت کرده بود. هواپیمای ۷۳۷–۹۰۰ER آخرین نوع از هواپیمای محبوب تولید شده توسط شرکت بوئینگ است که مدل بزرگ‌تر هواپیمای ۷۳۷ با طول ۱۳۸ فیت می‌باشد.

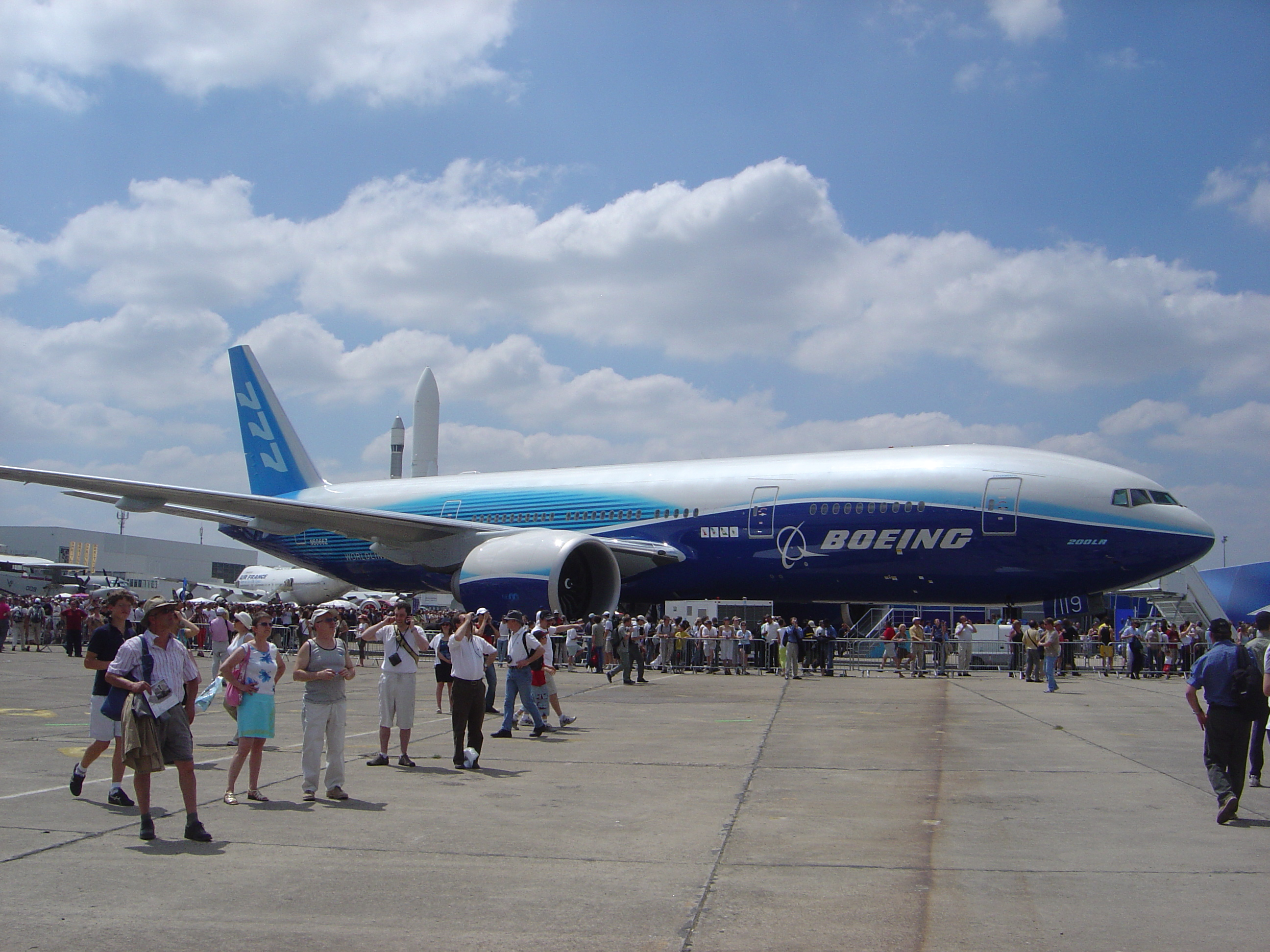
The record-breaking 777-200LR Worldliner, presented at the نمایشگاه هوایی پاریس ۲۰۰۵.

هواپیمای خط بین‌المللی ۷۷۷–۲۰۰LR در تور نمایش جهانی عنوان بهترین و تکمیل‌ترین هواپیما را در نیمه سال ۲۰۰۵ با نشان دادن ظرفیت آن برای پرواز تا مسافت بیشتری از هر هواپیمای تجاری دیگر کسب کرد. در ۱۰ نوامبر سال ۲۰۰۵ هواپیمای ۷۷۷–۲۰۰LR رکورد جهانی را برای طولانی‌ترین پرواز بدون توقف بدست آورد. این هواپیما که هنگ کنگ را به مقصد لندن ترک کرد، راه طولانی‌تری در پیش گرفت که شامل پرواز از فراز ایالات متحده آمریکا بود. آن ۱۱٫۶۶۴ مایل هوایی (۲۱٫۶۰۱ کیلومتر) در مدت ۲۲ ساعت و ۴۲ دقیقه پرواز کرد.
با افزایش تعداد مسافرانی که مایل هستند با کامپیوترهای خود در تماس باشند، بوئینگ با سیستم ارتباط توسط بوئینگ یک سرویس ارتباط اینترنتی براساس سیستم ماهواره را که به مسافران هوایی قول داده بود به صورت دسترسی غیرمنتظره به وب جهانی گسترده ارائه کرده‌است. شرکت این محصول را برای خبرنگارها در سال ۲۰۰۵ به نمایش گذاشت، که عمومی مشاهدات و بررسی‌های مطلوبی بدست آورد. اما با وجود این مواجهه رقابتی با انتخاب‌ها و نظریه‌های ارزانتر، مانند شبکه تلفن‌های همراه، ثابت شد که فروختن آن به بیشتر خطهای هوایی بسیار مشکل است. در ماه اوت سال ۲۰۰۶، بعد از یک جستجوی کوتاه و ناموفق برای خریداران تجاری شرکت بوئینگ از ادامه ارائه این سرویس منصرف شد.

## موضوعات آتی
در ماه مه سال ۲۰۰۶، چهار موضوع طراحی توسط شرکت بوئینگ در سیاتل تایمز مورد بررسی و آزمایش قرار گرفت. بعد از اسم‌گذاری کدها موپت‌های معروف (تیم طراحی به عنوان تیم سبز شناخته می‌شود)، که موضوعات طراحی را در اول برای کاهش مصرف سوخت تعیین و تمرکز می‌دهند. همه این چهار طراحی توضیح داده شده که فرم موتور- عقبی نام گرفتند. سیستم «فوزی» که از روتورهای باز استفاده می‌کند و سرعت پایین‌تری برای مصرف سوخت «بیکیر» که بال‌های پهن خیلی نازکی دارد و توانایی این را دارد که قسمتی از آن‌ها خم شوند تا باز شدن چرخ‌ها و فرود را تسهیل دهند، می‌باشد. «کرمیت کرویزر» بال‌های جاروکننده را بالاتر از محل قرار گرفتن موتورها قرار داده‌است با این منظور که میزان سروصدا را که از انعکاس خروج گازهای اگزوز به سمت بالا ایجاد می‌شود، کاهش دهد. «هانی دوو» با طراحی بال‌های دلتا شکل خود، موضوع ترکیب بال‌های بالارونده و بدنه یکپارچه سنتی هواپیماها را ارائه کرده‌است. مطابق بیشتر موضوعات، این طراحی فقط در مرحله آزمایشی برای کمک به ارزیابی بوئینگ از احتمالات بالقوه مانند تکنولوژی‌های افراطی و رادیکال می‌باشد.

## طرح‌ریزی مسافرت بین‌المللی جپسن
در بیست و سوم اکتبر سال ۲۰۰۶ مجله نیویورکی‌ها اعلام داشت که جپسن یک شاخه فرعی بوئینگ، یک طراحی لجستیکی برای پروازهای سازمان سیا فوق‌العاده الزامی و محرمانه را در دست اقدام دارد. این ادعا براساس اطلاعات یک کارمند قبلی که به نام باب اوربای، که مدیر عامل شرکت که می‌گفت «ما همه پروازهای فوق‌العاده الزامی و محرمانه را انجام خواهیم داد» ایجاد شد—همان‌طور که شما اطلاع دارید آن‌ها پروازهایی برای شکنجه هستند. بگذارید با آن مواجه شویم، بعضی از این پروازها به همان طریق انجام شدند." مقاله خاطرنشان کرده بود که این مسئله ممکن است سیاست دفاعی جپسن باشد که مقابله قانونی با خالد المصری است.